# Jože Roner
Jože Roner (* 25. Februar 1940 in Maribor; † 2012 ebenda) war ein jugoslawischer Radrennfahrer und nationaler Meister im Radsport.

## Sportliche Laufbahn
Roner stammte aus dem slowenischen Teil des Landes. 1960 siegte er in der nationalen Meisterschaft im Mannschaftszeitfahren mit Jože Šantavec, Anton Španinger und Anton Pečnik. 1960 gewann er den Adria-Cup, den Vorläufer des Etappenrennens Alpe–Adria, sowie eine Etappe der Jugoslawien-Rundfahrt.
1963 wurde er Dritter der nationalen Meisterschaft im Straßenrennen hinter dem Sieger Šime Bajlo. In der Jugoslawien-Rundfahrt wurde er Zweiter hinter dem Sieger Andrej Boltežar. 1963 war er am Start der Internationalen Friedensfahrt und schied im Rennen aus. 1968 siegte er in der nationalen Meisterschaft im Einzelzeitfahren.